# Mike Kleijn
Mike Kleijn (Breda, 9 febbraio 2005) è un calciatore olandese, centrocampista dello Sparta Rotterdam.

## Carriera

### Club
Kleij è cresciuto nel settore giovanile del Feyenoord con cui ha firmato il primo contratto professionistico nel novembre del 2020. Il 28 settembre 2022 è stato nominato dal quotidiano inglese The Guardian uno dei sessanta migliori giovani giocatori nati nel 2005 in tutto il mondo.
Il 12 aprile 2024 ha firmato un contratto quadriennale con lo Sparta Rotterdam ed il 15 settembre seguente ha debuttato a livello professionistico nell'incontro di Eredivisie perso 2-1 contro il Go Ahead Eagles.

### Nazionale
Ha giocato nelle nazionali giovanili olandesi Under-15, Under-17, Under-18 e Under-19.

## Statistiche

### Presenze e reti nei club
Statistiche aggiornate al 3 novembre 2024
| Stagione        | Squadra          | Campionato      | Campionato | Campionato | Coppe nazionali | Coppe nazionali | Coppe nazionali | Coppe continentali | Coppe continentali | Coppe continentali | Altre coppe | Altre coppe | Altre coppe | Totale | Totale | Totale |
| Stagione        | Squadra          | Comp            | Pres       | Reti       | Comp            | Pres            | Reti            | Comp               | Pres               | Reti               | Comp        | Pres        | Reti        | Pres   | Reti   |        |
| --------------- | ---------------- | --------------- | ---------- | ---------- | --------------- | --------------- | --------------- | ------------------ | ------------------ | ------------------ | ----------- | ----------- | ----------- | ------ | ------ | ------ |
| 2024-2025       | Jong Sparta      | 2D              | 0          | 0          | -               | -               | -               | -                  | -                  | -                  | -           | -           | -           | 0      | 0      |        |
| 2024-2025       | Sparta Rotterdam | ED              | 4          | 0          | CO              | 0               | 0               | -                  | -                  | -                  | -           | -           | -           | 4      | 0      |        |
| Totale carriera | Totale carriera  | Totale carriera | 5          | 0          |                 | 0               | 0               |                    | -                  | -                  |             | -           | -           | 5      | 0      |        |